# Simone Rota
Simone Rota (Parañaque, 6 novembre 1986) è un calciatore filippino con cittadinanza italiana, centrocampista del Kaya-Iloilo.
È stato il primo giocatore filippino a segnare una rete in un campionato professionistico italiano.

## Biografia
È nato nella città di Parañaque ed è stato abbandonato in età infantile dai propri genitori. Successivamente è stato adottato da una coppia italiana, la quale lo ha portato in Italia e gli ha attribuito il suo nome.

## Carriera

### Club
Ha esordito nel calcio professionistico con la maglia della Pro Sesto; grazie alla rete messa a segno il 17 novembre 2003 contro il Montichiari nel campionato di Serie C2 è stato il primo giocatore filippino a segnare una rete in un campionato professionistico italiano.
Con la Pro Sesto ha ottenuto una promozione in Serie C1 al termine della stagione 2004-2005; ha poi giocato in terza serie sempre con la squadra milanese e con il Manfredonia. Dopo altri due anni in Serie C1 alla pro Sesto, nella stagione 2008-2009 ha segnato 6 gol in 17 presenze nella seconda serie svizzera con il Lugano. Dal 2010 al 2012 ha giocato in Eccellenza nel Borgomanero, per poi vestire le maglie di Asti e Trezzano (entrambe in Serie D) nel corso della stagione 2012-2013. Dal gennaio 2014 gioca nello Stallion, squadra del campionato filippino, con cui rimane fino al gennaio del 2017 segnando in totale 7 reti in 43 presenze in prima divisione, per poi trasferirsi al Ceres-Negros, formazione militante nel medesimo campionato.

### Nazionale
Ha fatto parte dell'Under-20 di Lega Pro.
Ha esordito in nazionale filippina nel febbraio del 2014; il 22 maggio dello stesso anno ha segnato il suo primo gol in nazionale, contro il Laos nella AFC Challenge Cup 2014, competizione in cui ha disputato 5 partite.

## Palmarès

### Club

#### Competizioni nazionali
- Serie C2: 1

Pro Sesto: 2004-2005
- Football League: 3

United City: 2017
Kaya–Iloilo: 2023, 2024